# Staustufe Oldau
Die Staustufe Oldau bei Hambühren im Landkreis Celle ist eine von vier Staustufen in der Aller, einem Zufluss der Weser. Sie besteht aus einem Wehr und einem denkmalgeschützten Wasserkraftwerk in einer Allerschleife sowie einer Schleuse in unmittelbarer Nähe im Schleusenkanal.

## Geschichte
Die vier Staustufen der Aller liegen alle zwischen der Einmündung der Leine in die Aller und der Stadt Celle. Es sind die Staustufe Hademstorf, die Staustufe Marklendorf, die Staustufe Bannetze und die Staustufe Oldau, die sich am weitesten flussaufwärts befindet.
Ende des 19. Jahrhunderts entwickelte sich die Erdöl- und Kaliindustrie an der Aller. 1903 wurde auf Betreiben Bremer Kaufleute ein Vorentwurf für die Regulierung der Aller im Regierungsbezirk Lüneburg aufgestellt, der verbesserte Fahrwasserverhältnisse auf der Aller zum Ziel hatte. Außerdem wurde 1904 der Hafen in Celle gebaut. Zur besseren Anbindung an die Bremer Häfen entschied 1908 die preußische Staatsregierung die Aller von der Leinemündung bis Celle mit vier Staustufen zu kanalisieren und unterhalb der Leinemündung, im Bereich der frei fließenden Strecke, die Aller durch Strombaumaßnahmen, wie die Errichtung von Buhnen und Leitwerken zu regulieren, um eine Mindestwassertiefe von 1,50 m bei mittlerem Niedrigwasser zu erreichen. Die Bauarbeiten starteten 1909 und zogen sich kriegsbedingt bis 1918 hin. Dabei wurden die Schleusen in Oldau, Bannetze, Marklendorf und Hademstorf für die damals vorherrschende Schleppzugschifffahrt mit einer Nutzungslänge von 165 m, bei einer Drempeltiefe von 2,50 m ausgelegt.
Die städtischen Elektrizitätswerke Celle beschlossen im Mai 1905 ein Wasserkraftwerk zu bauen. Mit vier Gesellschaften des Wietzer Ölgebietes und der Stadt Celle kam ein Vertrag zustande, der die Firmen verpflichtete, nach und nach ihren gesamten Bedarf an Strom vom Vertragspartner zu beziehen. Daraufhin wurde 1908 mit dem Bau des Kraftwerks in Oldau begonnen. Der Strom sollte mit Wasserturbinen erzeugt werden, wegen der oft wechselnden Wasserstände jedoch auch unabhängig davon mit Dampfturbinen. Die beiden ersten Hochspannungsleitungen von Oldau nach Hornbostel und nach Marklendorf leiteten ab dem 19. Mai 1909 elektrische Energie in das Ölgebiet. In den nächsten Monaten wurden auch private Abnehmer in Wietze und Steinförde an das Netz angeschlossen.

## Wehr

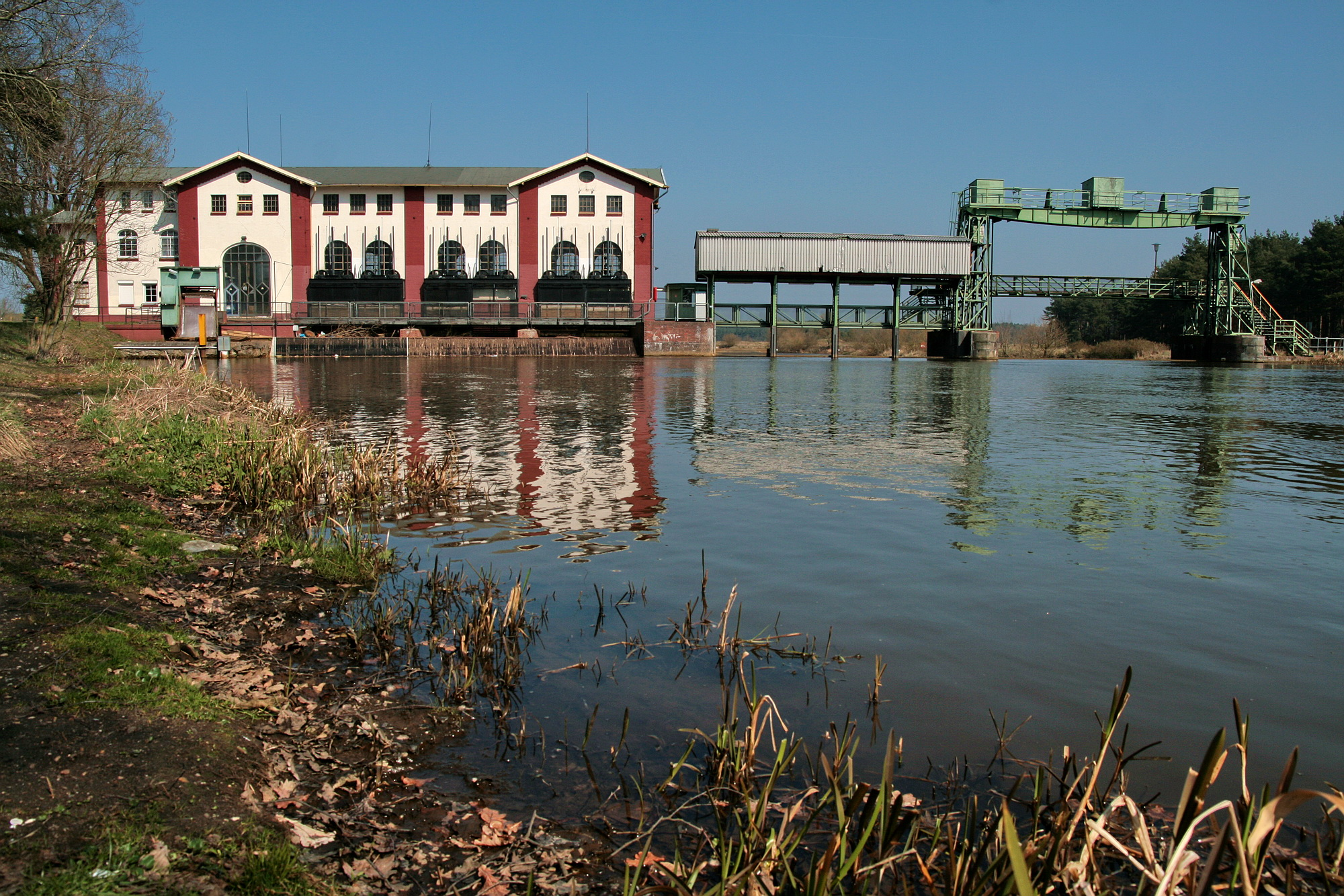
Wasserkraftwerk mit Wehr

Das Wehr wurde von 1908 bis 1910 errichtet. Es ist 30 Meter breit mit zwei jeweils 15 Meter breiten Wehrfeldern. Die Stauhöhe beträgt 3,80 Meter. Das Wehr wird vom Wasserstraßen- und Schifffahrtsamt Verden betrieben.

## Kraftwerk
Zugleich wurde ein zunächst mit Kohle betriebenes Dampfkraftwerk errichtet, das in den 1930er Jahren wieder abgerissen wurde. Schon 1910 wurde mit dem Bau des Laufwasserkraftwerks begonnen, das 1911 mit einer Leistung von 300 kW bei einer Höchstleistung von 420 kW in Betrieb ging. Anfangs wurde das Wasserkraftwerk mit einem Hochspannungsgenerator betrieben, später mit einem Niederspannungsgenerator mit einer Drehzahl von 1500/min. 1926 verkaufte die Stadt Celle das Wasserkraftwerk an die Firma PreussenElektra. Es wurde 1972 wegen zu hoher Personal- und anstehender Reparaturkosten stillgelegt und 1974 durch eine Verfügung des Regierungspräsidenten in Lüneburg vor dem Abriss bewahrt und zu einem Technischen Denkmal erklärt.
Seit 1982 laufen die drei Francis-Schachtturbinen wieder, je 30 Zentimeter höhenversetzt, um bei wechselndem Wasserstand arbeiten zu können. Die Turbinen sind hintereinander geschaltet und treiben über glockenförmige Holzkammräder die liegende Generatorwelle an. Die Fallhöhe beträgt 4,0 Meter. Die Leistung des Wasserkraftwerkes ist durch den Einbau einer computergesteuerten, hydraulischen Leitschaufelverstellung auf 650 kW gesteigert worden. Durch Automatisierung und Überwachungsanlagen arbeitet das Kraftwerk heute wieder wirtschaftlich. Betreiber ist die Aller-Wasserkraft-E-Werk Oldau GmbH & Co. KG.

## Schleuse

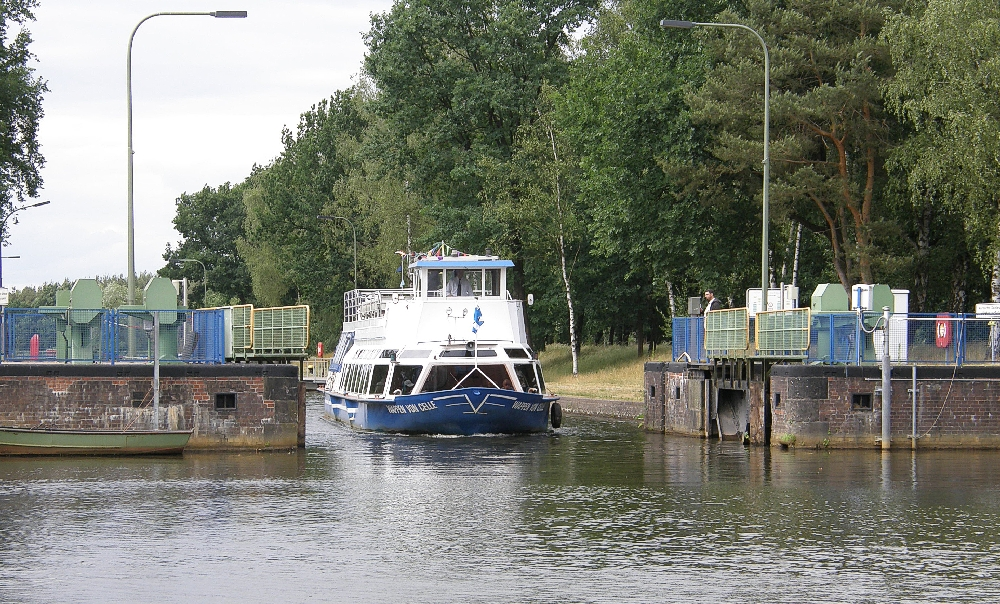
Schleuse Oldau

Für die Schifffahrt wurde zeitgleich mit dem Wehr ein etwa 400 Meter langer Schleusenkanal mit der Schleuse Hademstorf für die Schleppschifffahrt angelegt. Da seit 1969 auf der Aller keine gewerbliche Schifffahrt mehr betrieben wird, hat die Schleuse heute nur noch Bedeutung für die Sportboot- und Fahrgastschifffahrt. Als Bundeswasserstraße der Wasserstraßenklasse II (Typschiff Kempenaar) bzw. nach der Binnenschifffahrtsstraßen-Ordnung sind Fahrzeuge bis 55 Meter Länge, 6,60 Meter Breite und einem wasserstandsabhängigen Tiefgang bis zur maximalen Tragfähigkeit von 650 Tonnen zugelassen.
Die Schleppzugschleuse liegt im Aller-Schleusenkanal bei Kilometer 0,36. Die nutzbare Länge der Schleusenkammer ist 159 Meter, die Nutzbreite 10,00 Meter. Die maximale Fallhöhe beträgt 3,18 Meter. Die Schleuse wird wie das Wehr vom Wasser- und Schifffahrtsamt Verden betrieben.